# Station Ockendon
Ockendon is een spoorwegstation van National Rail in Thurrock in Engeland. Het station is eigendom van Network Rail en wordt beheerd door c2c. 